# 空知英秋
空知英秋（日语：そらち ひであき，1979年5月25日—），日本男性漫畫家。出身於日本北海道。身高為162cm 。血型為AB型。在集英社的《週刊少年Jump》上活動，代表作品為《銀魂》。
在推特與作品中出現也都是以猩猩的長相出現，因此被讀者取名號外作「猩猩」。

## 個人簡介
2002年於《週刊少年Jump》上刊登單篇作品「蒲公英」出道。
2003年同樣在《週刊少年Jump》上刊登作品「白黑」，並在同年以幕末破爛道場裡的成員為主角，協助宇宙警察將宇宙罪犯繩之以法的『侍駄』進行連載，但被編輯評為角色塑造模糊而否決。
2004年《銀魂》（ぎんたま）開始在《週刊少年Jump》上連載。包括出道作在内，只刊登了兩個短篇作品就能赢得長期連載的機會，這點在歷代《週刊少年Jump》漫畫家中實屬異例。 因責任編輯大西先生：「你應該知道明年的大河劇要演新選組的事吧？那你就順應潮流吧！」一言而決定了《銀魂》的故事概念。事實上空知本來是想要將從未看過的《哈利波特》將它加以日式化，而打算以妖魔退治學園做為故事的軸心。
《銀魂》的名字源自於空知為了讓全國的女學生能夠輕鬆說出銀魂（音似“金玉”（きんたま），睪丸的俗稱）兩個字，試圖形成一個令人感覺輕鬆的日本，經家庭會議後決定的。不過只有空知與大西編輯相當滿意，在編輯部的評價卻很糟糕。在大西編輯：「上頭就由我來搞定，就决定用銀魂。」才讓此案通過。
《銀》在剛開始連載十週後，刊載人氣名次仍一直徘徊在低位，並面臨被腰斬的危機。連載第十一訓後人氣遂漸回升。此後，本作憑藉其獨特的角色設定及搞笑橋段，人氣在2006年間大幅上升，成為《週刊少年Jump》的人氣作品之一。《銀魂》單行本第一卷初版印量僅有3萬本，因此在發售首日即被搶購一空。截至2013年8月，漫畫至第五十卷（日本五十一卷）發行為止，累積總計賣出超過4800萬本以上。
《銀魂》的改編電視動畫由2006年4月4日開始於TV東京播放。製作單位為SUNRISE，監督為高松信司。之後還推出三部動畫劇場版，分別是《銀魂劇場版 新譯紅櫻篇》（2010年）、《銀魂劇場版 完結篇 永遠的萬事屋》（2013年）、《銀魂 THE FINAL》（2021年）。《銀魂》也有遊戲、小說和真人電影等衍生作品。

## 作品列表

### 漫畫
|  | 連載作品 |  | 單篇作品 |

|          | 原文標題 | 中文標題    | 類別 | 出版者 | 刊載雜誌 | 收錄於               | 備註                                              |
| -------- | -------- | ----------- | ---- | ------ | --- | -------------------- | ------------------------------------------------- |
| 2000年代 |          |             |      |        | |                      |                                                   |
| 1        |          |             | 單篇 | 集英社 | 《週刊少年Jump》2002年42號                                                                                                 | 《銀魂》單行本第1卷  | - 出道作 - 第71回（2002年6月期）天下一漫畫獎 佳作 |
| 2        |          |             | 單篇 | 集英社 | 《週刊少年Jump》2003年17號                                                                                                 | 《銀魂》單行本第2卷  |                                                   |
| 3        |          | 銀魂        | 連載 | 集英社 | 《週刊少年Jump》2004年2號－2018年42号 《Jump GIGA》2019 Winter vol.1－Winter vol.3 銀魂官方APP（銀魂公式アプリ）：2019年5月13日－6月20日 | 單行本               | 全77卷                                            |
| 4        |          | 13 Thirteen | 單篇 | 集英社 | 《Jump Square》2008年3月号                                                                                                 | 《銀魂》單行本第24卷 |                                                   |
| 2010年代 |          |             |      |        | |                      |                                                   |
| 5        |          |             | 單篇 | 集英社 | 《週刊少年Jump》2010年45號                                                                                                 | 《銀魂》單行本第38卷 |                                                   |

未發表
- 侍駄

### 小說
- 3年Ｚ班銀八老師
  - （擔任原作，編寫：大崎知仁）2006年2月3日發行   ISBN 4087031640
  - （擔任原作，編寫：大崎知仁）2007年7月20日發行  ISBN 4087031812
  - （擔任原作，編寫：大崎知仁）2008年7月4日發行     ISBN 4087031935
  - （擔任原作，編寫：大崎知仁）2009年4月3日發行 ISBN 4087032017
  - 『帰ってきた３年Ｚ組銀八先生リターンズ　冷血硬派高杉くん』（擔任原作，編寫：大崎知仁）2011年4月4日發行  ISBN 4087032437

### 其他
- 「JoJo」連載25週年紀念 特別寄稿（2012年）

## 歷任助手
- 天野洋一
- 西嶋賢一
- 篠原健太 (以SHINTAROH NAKAE名義)
- 薙澤なお[7][8]
- 伊達恒大（舊名：相模恒大[8]）
- 高橋英樹[9][7][10]

## 外部連結
- （日語）
- TV東京的銀魂官方網站 （页面存档备份，存于）
- SUNRISE的銀魂官方網站 （页面存档备份，存于）
- http://www.j-gintama.com/ （页面存档备份，存于）
- 『銀魂』SPECIAL CORNER （『銀魂』スペシャルコーナー）
- JUMP FESTA・ANIME TOUR '05 （ジャンプフェスタ・アニメツアー'05）
- http://www.bandaigames.channel.or.jp/list/ds_gintama/ （页面存档备份，存于）
- http://www.bandaigames.channel.or.jp/list/gintama-sg6/ （页面存档备份，存于）